# Taphropeltus hamulatus
Taphropeltus hamulatus är en insektsart som först beskrevs av Thomson 1870.  Taphropeltus hamulatus ingår i släktet Taphropeltus, och familjen fröskinnbaggar. Enligt den finländska rödlistan är arten nära hotad i Finland. Arten är reproducerande i Sverige. Artens livsmiljö är torra gräsmarker.